# Heteronyx bovilli
Heteronyx bovilli är en skalbaggsart som beskrevs av Blackburn 1890. Heteronyx bovilli ingår i släktet Heteronyx och familjen Melolonthidae. Inga underarter finns listade i Catalogue of Life.